# Дэвисон, Брайс
Брайс Дэвисон (англ. Bryce Davison; род. 29 января 1986 года, Уолнат-Крик, Калифорния, США) — канадский фигурист, выступавший в парном катании. В паре с Джессикой Дюбэ он трёхкратный чемпион Канады (2007 и 2009, 2010 года) и бронзовый медалист чемпионата мира 2008 года, участник двух Олимпиад 2006 и 2010 года). Завершил любительскую карьеру в 2011 году.

## Карьера

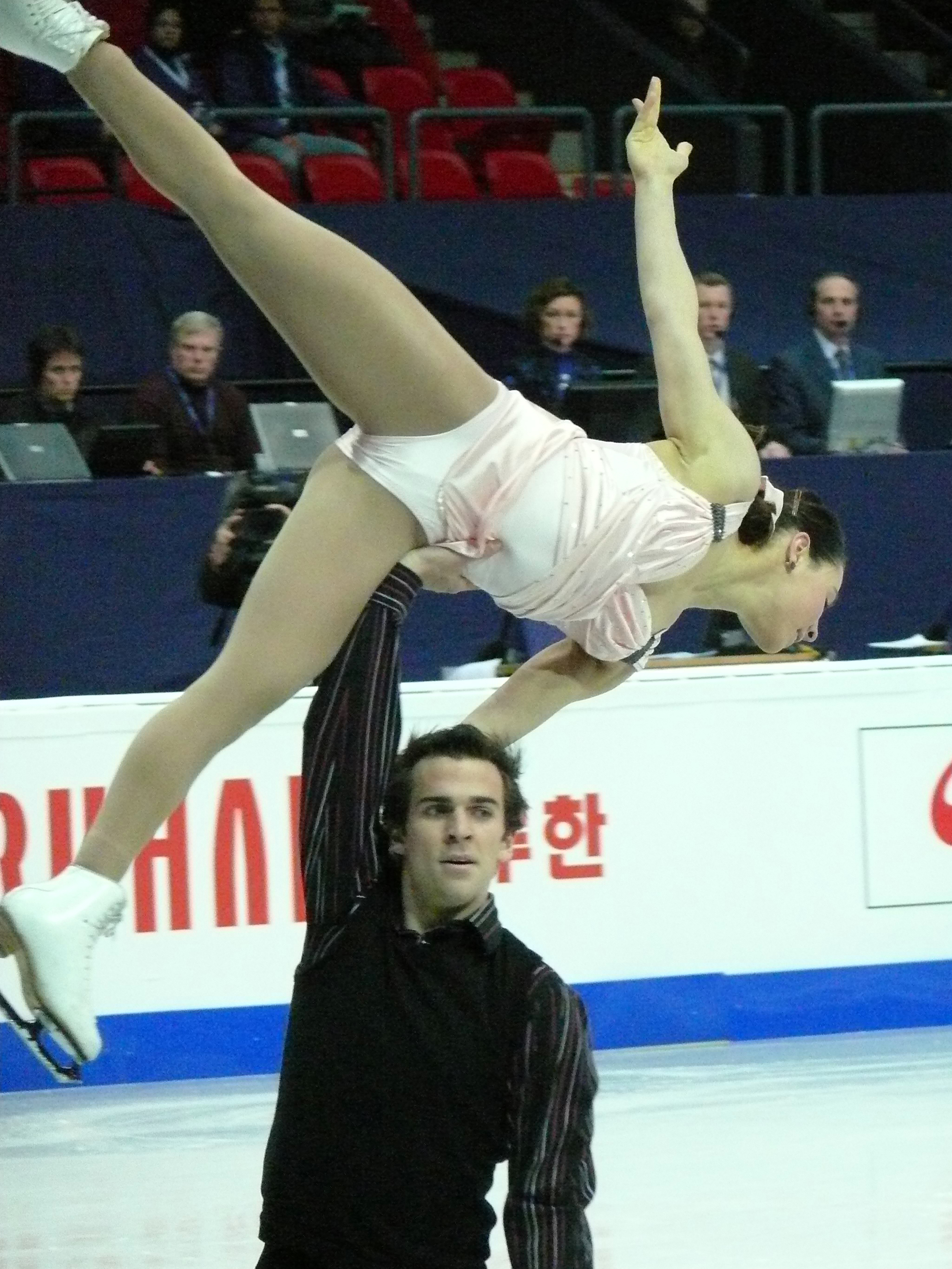

Брайс начал кататься на коньках в возрасте шести лет.
На Чемпионатах мира среди юниоров 2004 и 2005 годов Джессика Дюбэ и Брайс Дэвисон становились серебряными медалистами.
В декабре 2004 года Джессика перенесла операцию на колене, из-за чего пара вынуждена была отказаться от участия в Финале юниорской серии Гран-При.
На Олимпийских играх 2006 года их пара стала 10-й.
Затем пара пропустила этапы серии Гран-При 2006—2007 из-за травмы у партнёрши.
8 февраля 2007 года время исполнения произвольной программы на чемпионате Четырёх континентов произошёл несчастный случай: при выполнении параллельного вращения партнёры слишком сблизились, потеряли синхронность и Брайс рассёк коньком лицо Джессики. Спортсменка сразу была доставлена в больницу и прооперирована. К счастью, Дюбе избежала травмы глаза и переломов лицевых костей. 
Впоследствии обоим партнёрам понадобилась помощь психологов для того чтобы вернуться на лёд.
В 2008 году фигуристы получили свою первую медаль чемпионата мира — бронзу.
В сезоне 2008—2009, Дюбэ и Дэвисон участвовали в серии Гран-при. На турнире «Skate Canada» они стали вторыми, а в Японии, где считались одними из фаворитов, неожиданно для всех стали третьими и таким образом не попали в финал Гран-при. Чемпионат Канады 2009 года пара выиграла, на чемпионате четырёх континентов завоевали серебро, а вот чемпионат мира провалили, лишь 7-е место.
Следующий сезон, 2010—2011, был олимпийским и сложился для пары также неудачно. На «домашней» Олимпиаде и чемпионате мира они смогли занять только 6-е места, хотя назывались в числе претендентов на медали.
Пара надеялась компенсировать разочарования прошедшего сезона в новом году, но осенью 2010 года, на тренировке за неделю до этапа Гран-при «Skate Canada International», где они были главными претендентами на золото, Брайс Дэвисон повредил колено. Врачи диагностировали у него остеохондроз и была проведена операция, на восстановление после которой потребовалось продолжительное время (не менее трёх месяцев). Пара вынуждена пропустить сезон, Брайс вернулся к родителям в Хантсвилл и сосредоточился на своём образовании. В марте 2011 года спортсмены всё же заявили о распаде своей пары, по словам Брайса расставание произошло по инициативе Джессики. Дэвисон завершил карьеру фигуриста и приступил к тренерской работе в клубе Гамильтона, который представлял с семи лет.

## Спортивные достижения

### Результаты в парном катании
| Соревнования                        | 2003—2004 | 2004—2005 | 2005—2006 | 2006—2007 | 2007—2008 | 2008—2009 | 2009—2010 |
| ----------------------------------- | --------- | --------- | --------- | --------- | --------- | --------- | --------- |
| Зимние Олимпийские игры             |           |           | 10        |           |           |           | 6         |
| Чемпионаты мира                     |           |           | 7         | 7         | 3         | 7         | 6         |
| Чемпионат Четырёх континентов       |           |           |           | WD        |           | 2         |           |
| Чемпионаты мира среди юниоров       | 2         | 2         |           |           |           |           |           |
| Чемпионаты Канады                   | 1J.       | WD        | 2         | 1         | 2         | 1         | 1         |
| Финал серии Гран-При                |           |           |           |           | 4         |           |           |
| Этапы Гран-При:Trophée Eric Bompard |           |           |           |           |           |           | 2         |
| Этапы Гран-При:Skate Canada         |           |           |           |           | 2         | 2         | 3         |
| Этапы Гран-При:Skate America        |           |           | 6         |           | 1         |           |           |
| Этапы Гран-При:NHK Trophy           |           |           |           |           | 3         | 3         |           |
| Этапы Гран-При:Cup of China         |           |           | 4         |           |           |           |           |
| Командный чемпионат мира            |           |           |           |           |           | 3/2*      |           |

- * — место в личном зачёте/командное место

### Результаты в одиночном катании
| Соревнования      | 2001—2002 | 2002—2003 | 2003—2004 | 2004—2005 | 2005—2006 | 2006—2007 |
| ----------------- | --------- | --------- | --------- | --------- | --------- | --------- |
| Чемпионаты Канады | 14N.      | 3N.       | 10J.      | 6J.       | 15        | 15        |

- N = детский уровень; J = юниорский уровень; WD = снялись с соревнований